# 中野本町 (四條畷市)
中野本町（なかのほんまち）は、大阪府四條畷市にある地名。2025年現在、丁目がつかない単独町名である。

## 地理
四條畷市の西部に位置する。東は中野、南は中野新町、西は西中野、北は岡山に接する。

### 河川
- 清滝川
- 岡部川

## 歴史

### 沿革
- 1977年（昭和52年）、四條畷市中野の一部より、中野本町成立[5]。

## 世帯数と人口
2025年（令和5年）6月30日現在の世帯数と人口は以下の通りである。
| 町名     | 世帯数    | 人口    |
| -------- | --------- | ------- |
| 中野本町 | 1,058世帯 | 2,212人 |

### 人口の変遷
国勢調査による人口の推移。
| 1995年（平成7年）  | 2,124人 | [ 6 ]  |  |
| 2000年（平成12年） | 2,378人 | [ 7 ]  |  |
| 2005年（平成17年） | 2,374人 | [ 8 ]  |  |
| 2010年（平成22年） | 2,353人 | [ 9 ]  |  |
| 2015年（平成27年） | 2,421人 | [ 10 ] |  |
| 2020年（令和2年）  | 2,338人 | [ 11 ] |  |

### 世帯数の変遷
国勢調査による世帯数の推移。
| 1995年（平成7年）  | 802世帯   | [ 6 ]  |  |
| 2000年（平成12年） | 928世帯   | [ 7 ]  |  |
| 2005年（平成17年） | 950世帯   | [ 8 ]  |  |
| 2010年（平成22年） | 934世帯   | [ 9 ]  |  |
| 2015年（平成27年） | 979世帯   | [ 10 ] |  |
| 2020年（令和2年）  | 1,029世帯 | [ 11 ] |  |

## 学区
市立小・中学校に通う場合、学区は以下の通りとなる。
| 番/番地等 | 小学校               | 中学校                   |
| --------- | -------------------- | ------------------------ |
| 全域      | 四條畷市立岡部小学校 | 四條畷市立四條畷西中学校 |

## 事業所
2021年（令和3年）現在の経済センサス調査による事業所数と従業員数は以下の通りである。
| 町名     | 事業所数  | 従業員数 |
| -------- | --------- | -------- |
| 中野本町 | 101事業所 | 1,745人  |

## 交通

### バス
2025年6月現在
- 京阪バス[14]
四條畷市役所、畷生会病院
- 四條畷市コミュニティバス[15]
畷生会病院

### 道路
- 国道163号
- 国道170号
- 大阪府道160号四條畷停車場線

## 施設
- 四條畷市役所
- 四條畷郵便局
- 畷生会脳神経外科病院
- なわて幼稚園
- 正法寺
- 西光寺

## 郵便
- 郵便番号：575-0051[3]（集配局：四條畷郵便局[16]）。

## ギャラリー

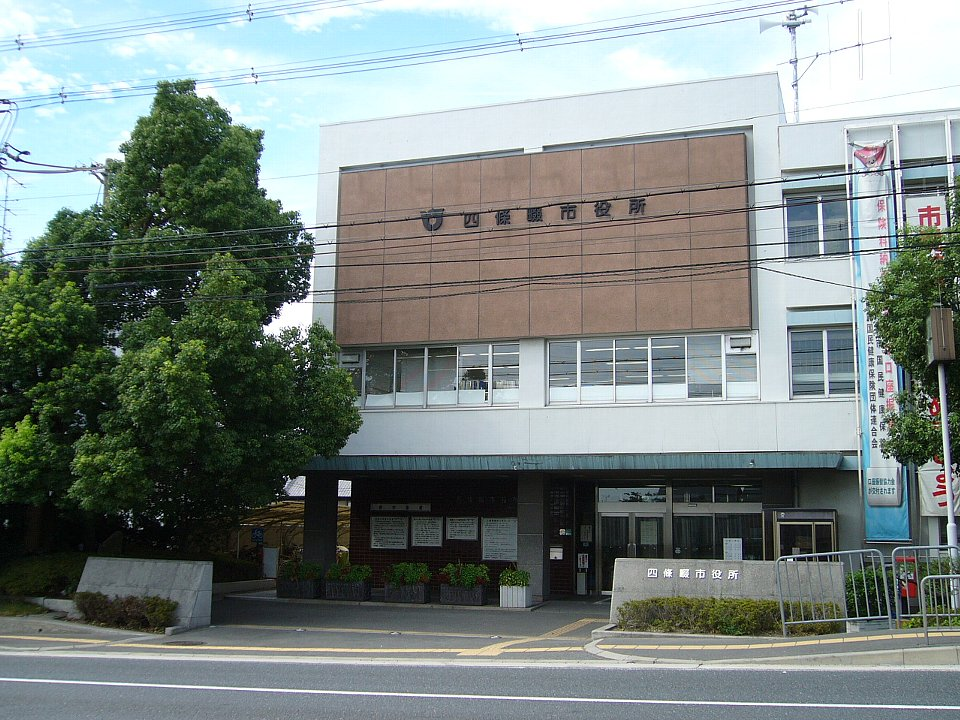
四條畷市役所
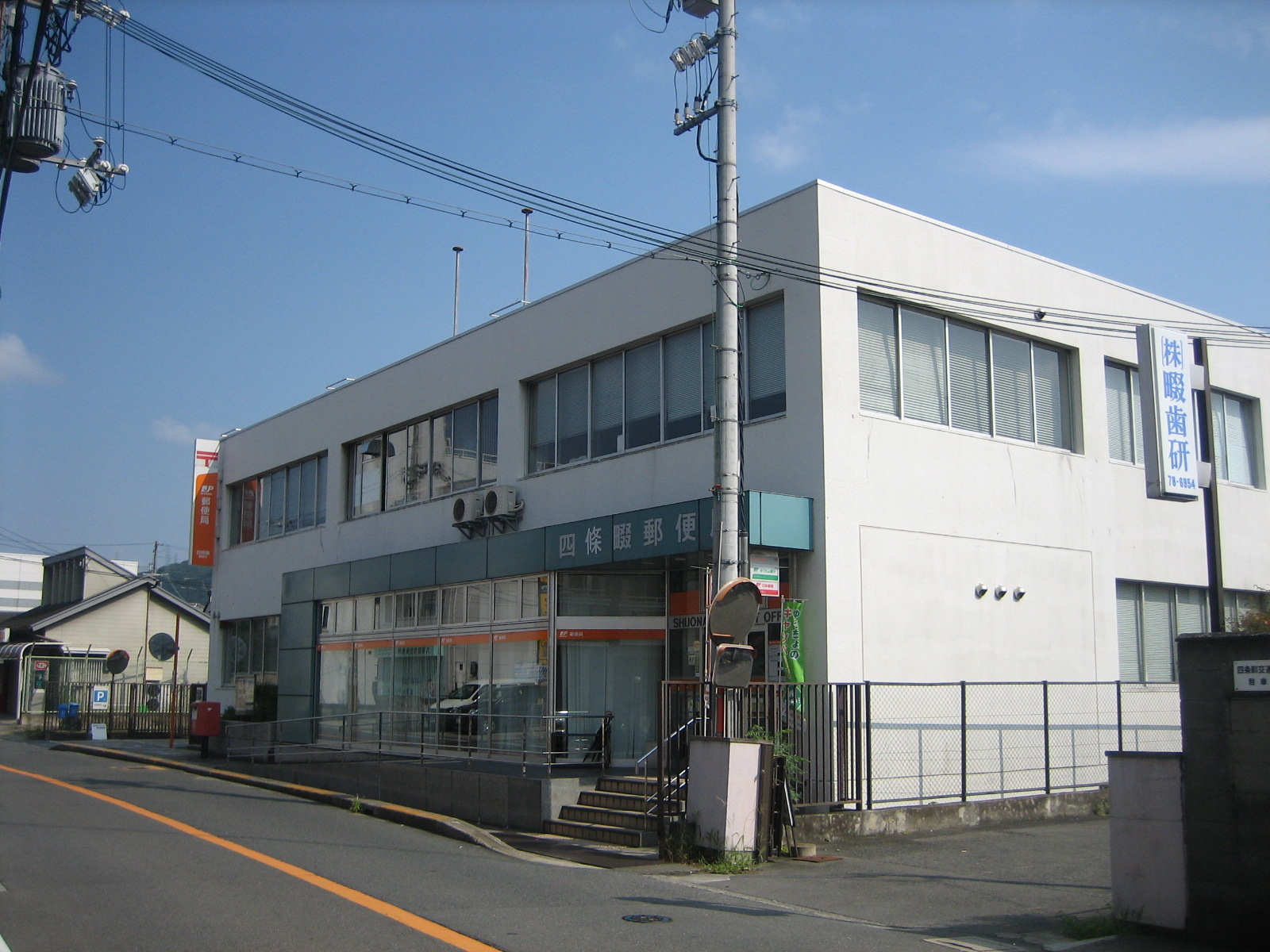
四條畷郵便局